# Prieuré Saint-Jean-Baptiste
Le Prieuré Saint Jean-Baptiste est un prieuré clunisien situé à Biesheim (Haut-Rhin) construit vers 1101/1103 et resté debout jusqu’à la fin du XVe siècle.
Fondé en 1101 ou 1103 par l’évêque Burchard de Bâle comme filiale du prieuré clunisien Saint-Alban de Bâle. Communauté monastique dissoute à la fin du XVe siècle par la misère et l’abandon de la discipline monastique. Les bâtiments furent vendus en 1553 par la ville de Bâle, héritière de Saint-Alban, à la ville de Brisach.